# Canavanina
L-Canavanina es un aminoácido no proteínico producido por ciertas plantas leguminosas, por ejemplo, Canavalia ensiformis. Se relaciona estructuralmente con el aminoácido proteínico L-arginina. La canavanina se acumula sobre todo en las semillas, donde sirve como compuesto defensivo contra los herbívoros y también como una fuente vital de nitrógeno para el crecimiento del embrión. Los organismos que lo consumen pueden incorporarlo equivocadamente a sus propias proteínas en el lugar de la arginina. De este modo se producen proteínas estructuralmente aberrantes que pueden no funcionar correctamente o no funcionar en absoluto. Algunos herbívoros especializados toleran L-canavanina bien porque la metabolizan eficientemente o bien porque evitan su incorporación a sus propias proteínas.